# 浅田ゆかり
浅田 ゆかり（あさだ ゆかり、1972年1月7日 -）は大阪府出身の日本の柔道家。72kg超級の選手。現役時代の身長は174cm、体重106kg。

## 人物
高槻第八中学から成安女子高校へ進むと、3年の時に強化選手選考会72kg超級で5位となり、ジュニア強化選手に選ばれた。
1990年に湊川女子短大へ進学すると、1年の時には世界ジュニアに出場するも5位に終わった。無差別で争われる全日本学生選手権では準決勝で筑波大学4年の坂上洋子に敗れるも3位となった。強化選手選考会でも3位に入った。2年の時には正力杯の66kg超級で優勝すると、全日本学生選手権でも決勝で中国の黒龍江省からの留学生である同じ湊川女子短大1年の隋文霞を横四方固で破って、学生2冠を達成した。地元の大阪で開催されたアジア選手権では決勝で中国の喬艶敏に崩袈裟固で敗れて2位にとどまった。
1992年にはミキハウスの所属となると、福岡国際では72kg超級と無差別でともに5位に終わるも、無差別では2回戦でバルセロナオリンピック銀メダリストであるキューバのエステラ・ロドリゲスに合技で一本勝ちした。1993年の全日本選手権では準決勝で柳川高校2年の阿武教子に袈裟固で敗れるも3位となった。体重別では決勝で阿武に有効で敗れた。実業個人選手権では66kg超級で優勝を飾ったが、アジア選手権の72kg超級では3位だった。強化選手選考会では決勝で柳川高校3年の妹尾ひでみを破って優勝を果たした。1995年の全日本選手権では決勝まで進むも、明治大学1年の阿武に判定で敗れて2位だった。体重別でも決勝まで進むも、またもや阿武に総合負けを喫した。アジア選手権では決勝で韓国の李賢暻に敗れて2位にとどまった。

## 主な戦績
(階級表記のない大会は全て72kg超級での成績)
- 1989年 -　強化選手選考会　5位
- 1990年 -　世界ジュニア　5位
- 1990年 -　強化選手選考会　3位
- 1990年 -　全日本学生選手権　3位(無差別)
- 1991年　- 正力杯　優勝(66kg超級)
- 1991年 -　全日本学生選手権　優勝無差別
- 1991年　- アジア選手権　2位
- 1992年　- 実業個人選手権 3位(66kg超級)
- 1992年 -　強化選手選考会　3位
- 1992年 - 福岡国際　72kg超級　5位　無差別　5位
- 1993年　- ドイツ国際　5位
- 1993年 -　全日本選手権　3位
- 1993年 -　体重別　2位
- 1993年　- 実業個人選手権 優勝(66kg超級)
- 1993年　- アジア選手権　3位
- 1993年 -　強化選手選考会　優勝
- 1994年 -　ハンガリー国際　2位
- 1994年 -　体重別　3位
- 1994年 -　強化選手選考会　3位
- 1995年 -　全日本選手権　2位
- 1995年 -　体重別　2位
- 1995年　- アジア選手権　2位

(出典、JudoInside.com)。